# 성소수자 인권단체 목록
성소수자 인권단체 목록은 다음과 같다.
- 비욘드 엑스게이
- 트랜스 행진
- 동성애자 국제 스포츠 협회
- 트랜스 평등 전세계적 행동

## 나라별
- 대한민국의 성소수자 인권단체

## 같이 보기
- 트랜스젠더 인권 단체